# Republiek Lydenburg
De Republiek Lydenburg was een Zuid-Afrikaanse Boerenrepubliek met een kortstondig bestaan. 

## Geschiedenis
De republiek werd gesticht nadat een groep Boeren zich in 1856 had afgescheiden van de Republiek Winburg-Potchefstroom. Het dorp Lydenburg is in 1849 door een groep Voortrekkers onder leiding van Andries Potgieter gesticht nadat zij hun vorige vestiging bij Ohrigstad in het noorden verlaten hadden ten gevolge van een malariaepidemie. De republiek heeft zich later, in 1857, aangesloten bij de Republiek Utrecht. In 1860 hebben beide samengevoegde republieken weer aansluiting gezocht bij de Zuid-Afrikaansche Republiek.